# Arago (Schiff, 1914)
Die Arago war ein 1913 gebauter, ursprünglich britischer Kabelleger namens Transmitter, der 1931 vom französischen PTT-Ministerium (Ministère des Postes, Télégraphes et Téléphones) gekauft und unter dem Namen Arago in Dienst gestellt wurde. Benannt war sie nach dem französischen Astronomen, Physiker und Politiker François Arago (1786–1853). Im ersten Jahr des Zweiten Weltkriegs diente das Schiff in der französischen Marine als Hilfskreuzer bzw. Wachschiff, danach bis 1950 als Rettungsschiff.

## BritischeTransmitter

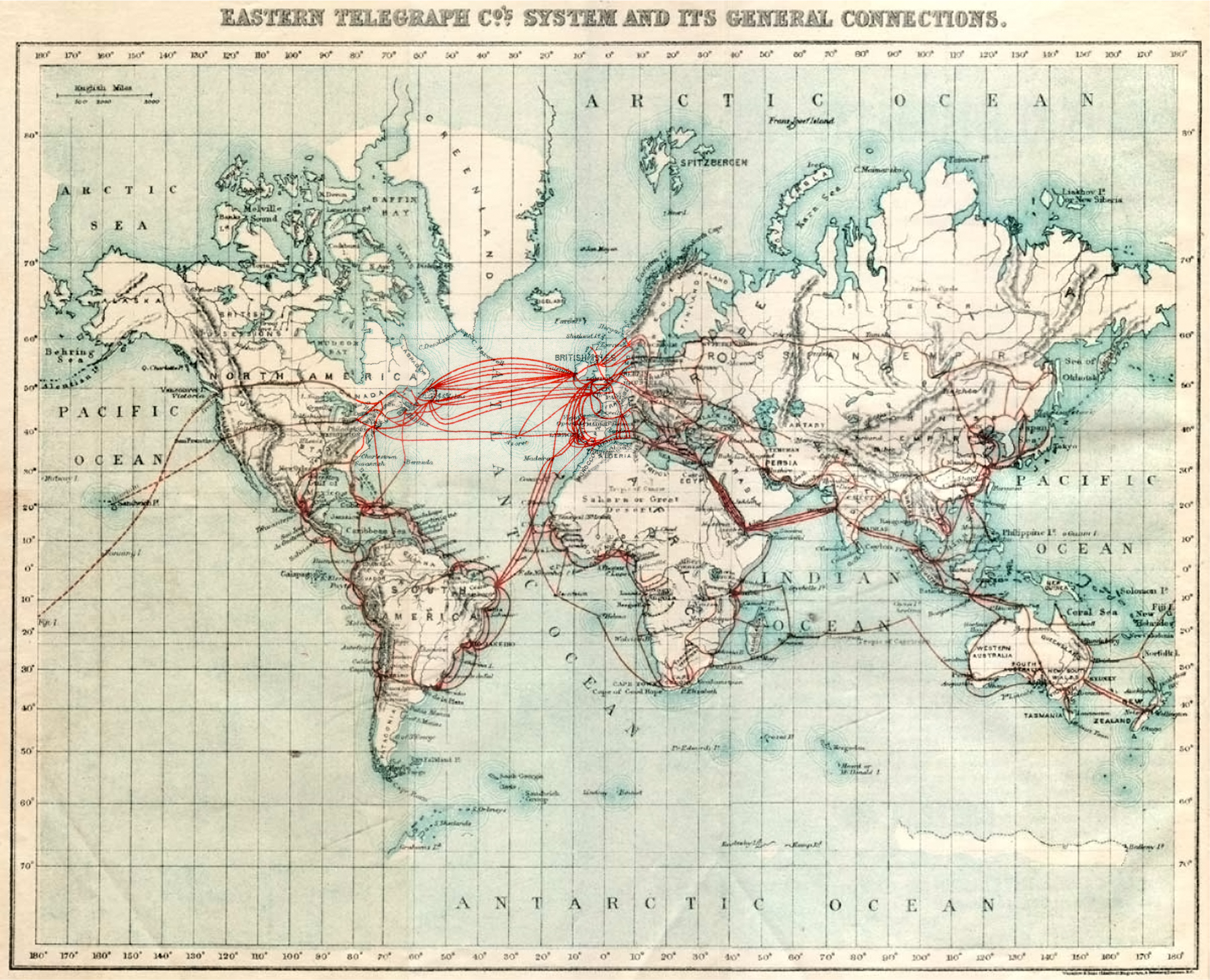
Das Seekabel-Netz der Eastern Telegraph, 1901

Das Schiff lief am 7. August 1913 mit der Baunummer 152 bei der Goole Shipbuilding and Repairing Company in Goole (Yorkshire) vom Stapel und wurde im Januar 1914 von der 1872 gegründeten Eastern Telegraph Company aus London mit dem Namen Transmitter als Seekabel-Reparaturschiff in Dienst gestellt. Der Ein-Schrauben-Dampfer war 63,5 m lang und 9,7 m breit und hatte voll beladen 5,9 m Tiefgang. Er war mit 901 BRT und 388 NRT vermessen. Eine Dreifachexpansionsmaschine von Richardson, Wesgarth & Co. verlieh dem Schiff eine Höchstgeschwindigkeit von 11 kn. Die Transmitter war dann intensiv bei der Wartung des ausgedehnten Seekabelnetzes der Eastern Telegraph eingesetzt, in den 1920er Jahren vor allem im Südatlantik.

## FranzösischeArago
Am 1. Mai 1931 kaufte das französische PTT-Ministerium das bisher in Bissau stationierte Schiff, benannte es um in Arago und stationierte es in Dakar (Senegal). Dort wurde ein Kabeldepot mit zwei Tanks eingerichtet. Zwei Seekabel-Depots bestanden bereits in Brest und Pointe-Noire im damaligen Französisch-Äquatorialafrika, und Dakar wurde somit Zentrum der Verbindung Brest-Pointe Noire. Hauptaufgabe des Schiffs war die Verlegung und Wartung von Seekabelverbindungen in französisch West- und Äquatorialafrika, so insbesondere die zwischen Grand-Bassam (Elfenbeinküste) und Cotonou (Dahomey/Benin) und zwischen Lomé (Togo) und Douala (Kamerun). Die Schiffsbesatzung stammte nach einiger Zeit mehrheitlich aus Senegal, von den Kapverdischen Inseln und aus Mali.
1939 sollte die Arago an ihrem Standort Dakar durch die neue, in Rouen gebaute Alsace ersetzt werden. Geplant war auch, dass ihre Besatzung im April 1940 in La Seyne-sur-Mer auf die Alsace wechseln würde. Der Ausbruch des Zweiten Weltkriegs verhinderte dies. Bereits im September 1939 wurde die Arago – wie auch die anderen Kabelleger – von der französischen Marine requiriert. Sie wurde bewaffnet und mit der Kennung X82 als Hilfskreuzer in Dienst gestellt. Während des sogenannten „Sitzkriegs“ bis zum Beginn des deutschen Westfeldzugs im Mai 1940 versahen die Schiffe allerdings weiterhin ihre Aufgaben als Kabelschiffe. Im Herbst 1939 verlegte die Arago ein Kabel von Marseille nach Oran und danach ging sie nach La Seyne-sur-Mer, wo der Wechsel der Besatzung auf die neue Alsace vor deren Auslaufen nach Dakar stattfinden sollte. Der schnelle Vormarsch der Wehrmacht durch Nordfrankreich machte diesen Plan zunichte. Kurz bevor die Wehrmacht Brest einnahm, lief die Alsace am 17. Juni 1940 dort aus, ging zur Reparatur eines Kabels bei den Azoren und lief dann weiter nach Dakar, um dort weitere Befehle abzuwarten. Die Arago lief zunächst nach Toulon. In der Nacht vom 11. zum 12. Juni 1940, mit Geleitschutz durch die 1. Zerstörer-Division (die Zerstörer Palme, Mars und Tempête), zerstörte sie das Seekabel zwischen Rom und Barcelona (Operation „Cabo“). Sie nahm dann Zuflucht in Port-Vendres, ehe sie sich einem nach Großbritannien gehenden Konvoi anschloss, um nach Oran und von dort nach Mostaganem zu gelangen, wo sie in der Folge Hafenschutzdienst versah.
Die Alsace, noch immer in Dakar, überlebte am 23. September 1940 das Gefecht von Dakar, den Angriff der Forces françaises libres (FFL) und Briten auf Dakar. Aus Furcht, sie doch noch zu verlieren, befahl die Seekabel-Direktion sie nach Casablanca. Am 8. November 1942, bei der britisch-amerikanischen Invasion Französisch-Nordafrikas (Operation Torch), sollte die Alsace wieder nach Dakar laufen, aber die Briten verhinderten das, und sie musste nach Gibraltar verlegen, wo sie Weihnachten verbrachte. Erst am 3. März 1943 fand schließlich der Austausch der Besatzungen von Arago und Alsace in Casablanca statt. Die Arago ging dann zurück nach La Seyne-sur-Mer, wo sie entwaffnet wurde.
Nach dem Ende des Krieges wurde die Arago 1946, nachdem das Kabelnetz im Mittelmeer wieder hergestellt worden war, an die französische Marine verkauft, die das Schiff als Seenotrettungsschiff einsetzte. Das alte Schiff wurde 1950 in La Seyne-sur-Mer abgewrackt.